# 格里尼
格里尼（法語：Grigny，法語發音：[ɡʁiɲi] ⓘ）是法国法蘭西島大區埃松省的一个市镇，属于埃夫里区。

## 地理
格里尼（48°39'24"N, 2°23'17"E）面积4.87 平方千米，位于法国法蘭西島大區埃松省，巴黎以南25公里。
与格里尼接壤的市镇（或旧市镇、城区）包括：维里-沙蒂永、德拉韦伊、弗勒里梅罗日斯、里斯-奥朗日斯。
格里尼的时区为UTC+01:00、UTC+02:00（夏令时）。

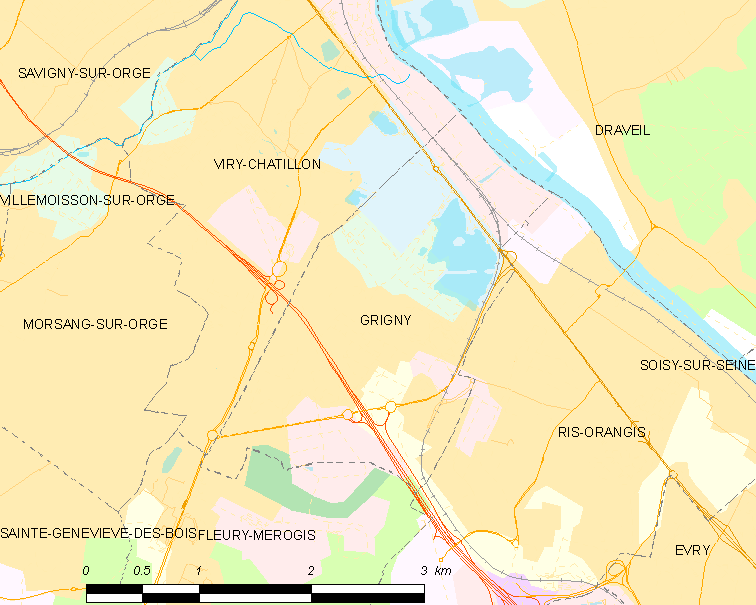
格里尼的OSM定位图

## 行政
格里尼的邮政编码为91350，INSEE市镇编码为91286。

## 政治
格里尼所属的省级选区为维里-沙蒂永县。

## 人口

1962-2008年间格里尼人口变化图示

格里尼于2022年1月1日时的人口数量为26500人。